# 宇都宮市立雀宮中学校
宇都宮市立雀宮中学校（うつのみやしりつすずめのみやちゅうがっこう）は、栃木県宇都宮市にある公立中学校。

## 沿革
- 1947年（昭和22年）栃木県河内郡雀宮村立雀宮中学校と称し創立
- 1953年（昭和28年）校旗、校歌制定
- 1955年（昭和30年）雀宮村が宇都宮市に合併、宇都宮市立雀宮中学校と改称
- 1964年（昭和39年）校舎を雀宮町986番地50に移転
- 1974年（昭和47年）南校舎建設工事竣工
- 1978年（昭和53年）新校舎増築工事竣工
- 1982年（昭和57年）校区の一部を分離（宇都宮市立若松原中学校）、科学部が内閣総理大臣賞受賞
- 1983年（昭和58年）道徳教育協同推進校（文部省）
- 1986年（昭和61年）第29回学生科学賞文部大臣奨励賞受賞
- 1987年（昭和62年）日本学生科学賞内閣総理大臣賞受賞
- 1989年（平成元年）日本学生科学賞文部大臣奨励賞受賞
- 1994年（平成6年）研究学校指定（文部省・市教委）、男子バスケットボール部全国準優勝
- 1995年（平成7年）第62回NHK全国学校音楽コンクール全国コンクール金賞、第48回全日本合唱コンクール全国大会中学校部門金賞
- 1998年（平成10年）平成10年度高齢者福祉教育地域交流推進校
- 2019年（平成31年）4月11日 アフガニスタンから治療のために来日した少女を体験入学で受け入れたことで、駐日アフガニスタン大使のバシール・モハバットから感謝状を贈られる[3]。

## 教育目標
- 心豊かで、思いやりのある生徒の育成（情操）
- 主体的に学び、考え深い生徒の育成（創造）
- からだを鍛え、たくましい生徒の育成（健康）

## 部活動
男子バスケットボール部は、栃木県内で強豪校とされる。
- 野球部
- サッカー部
- 陸上競技部
- 男子ソフトテニス部
- 女子ソフトテニス部
- 剣道部
- 卓球部
- バドミントン部
- バレーボール部
- 男子バスケットボール部
- 女子バスケットボール部
- 科学部
- 美術部
- 合唱部
- 吹奏楽部

## 通学区域
宇都宮市
以下の小学校の通学区域。宇都宮市の南端にあたる。
- 宇都宮市立雀宮南小学校（全域）
- 宇都宮市立雀宮東小学校（南側の大部分）
- 宇都宮市立雀宮中央小学校（南側の一部）
- 宇都宮市立五代小学校（南側の一部）
- 宇都宮市立新田小学校（南側の一部）

## 交通
- JR東北本線（宇都宮線）雀宮駅より南西へ約1.3km

## 出身者
- 小室昂大 - バスケットボール選手[4]
- 鏡優翔 - レスリング選手、2024年パリオリンピック金メダリスト[6]（3年進級時にJOCエリートアカデミー入校のため[7]北区立稲付中学校へ転校[6]）